# Клеј Спрингс (Аризона)
Клеј Спрингс (енгл. Clay Springs) насељено је место без административног статуса у америчкој савезној држави Аризона.

## Демографија
По попису из 2010. године број становника је 401.
| Група             | 2000.    | 2010.       |
| Белци             | 0 (0,0%) | 355 (88,5%) |
| Афроамериканци    | 0 (0,0%) | 0 (0,0%)    |
| Азијати           | 0 (0,0%) | 1 (0,2%)    |
| Хиспаноамериканци | 0 (0,0%) | 27 (6,7%)   |
| Укупно            | 0        | 401         |